# Нонг Дык Мань
Нонг Дык Мань (вьет. Nông Đức Mạnh; род. 11 сентября 1940) — вьетнамский политический и государственный деятель, Генеральный секретарь Центрального Комитета Коммунистической партии Вьетнама с 2001 по 2011 год.

## Биография
Нонг Дык Мань родился в небогатой крестьянской семье в провинции Баккан в Северном Вьетнаме. По национальности нунг.
Хорошо владеет русским языком, так как высшее образование получил в СССР, в Лесотехнической академии им. С. М Кирова в Ленинграде (ныне Санкт-Петербургский государственный лесотехнический университет), которую успешно окончил в 1971 году (почти два десятилетия спустя Нонг Дык Маню было присвоено звание почётного доктора СПбГЛТА).
По окончании учёбы в СССР Нонг Дык Мань прошёл трудовой путь от простого рабочего до спикера парламента Социалистической Республики Вьетнам. Во главе Национального собрания страны Нонг Дык Мань оставался на протяжении девяти лет, вплоть до момента избрания на должность генсека ЦК Компартии Вьетнама.
На IX съезде КПВ в апреле 2001 года был освобождён от занимаемой должности прежний лидер вьетнамских коммунистов Ле Кха Фиеу с официальной формулировкой «по состоянию здоровья» (существует мнение, что отставка вождя была связана с коррупционными скандалами, в которых он был замешан). Новым партийным лидером был избран Нонг Дык Мань. Он обещал продолжить «омоложение рядов правящей партии» и сделать всё от него зависящее, чтобы Вьетнам включился «более активно в рыночную экономику, дабы страна не плелась в хвосте самых развитых стран Азии». Был избран на пост лидера партии в самом молодом возрасте (61 год) после прихода КПВ к власти. Его избрание означало приход к власти четвёртого поколения руководителей Вьетнама.
На X съезде Компартии Вьетнама в 2006 году был переизбран на пост генсека, занимал этот пост 2 срока, дольше других лидеров после начала политики обновления.

## Награды и звания
- Орден Дружбы (7 февраля 2000 года, Россия) — за большой вклад в развитие дружбы и сотрудничества между Российской Федерацией и Социалистической Республикой Вьетнам[1].
- Медаль Пушкина (28 февраля 2008 года, Россия) — за большой вклад в распространение, изучение русского языка и сохранение культурного наследия, сближение и взаимообогащение культур наций и народностей[2].
- Орден «Хосе Марти» (6 марта 2004 года, Куба) [3]

## Загадка происхождения
По поводу его происхождения распространены слухи о том, что он является внебрачным сыном Хо Ши Мина, по поводу чего сам Нонг говорит, что потомком товарища Хо может по праву считать себя каждый вьетнамец.